# Stefany Ruby Cristino Zapata
Stefanny Rubi Cristino Zapata (11 de noviembre de 1996) es una deportista mexicana especializada en natación adaptada.

## Trayectoria
Cristino ganó tres medallas de plata en los Juegos Parapanamericanos Toronto 2015.  Formó parte de la delegación mexicana en los Juegos Paralímpicos de Río de Janeiro 2016. Fue medallista de Plata en el Campeonato Mundial IPC-Swimming México 2017.
En los II Juegos Juveniles Parapanamericanos de Bogotá 2009 ganó nueve medallas de oro. En los III juegos Juveniles Parapanamericanos de Argentina 2013 ganó tres oros, una plata y dos bronces. En todas la ediciones de la Paralimpiada Nacional  se mantuvo invicta con el título de campeona nacional, obteniendo cada año desde 2008 y hasta 2017, seis medallas de oro.